# Елементний аналіз вугілля
Елементний аналіз вугілля (рос.элементный анализ угля, англ. ulti-mate coal analysis, нім. Elementaranalyse f von Kohle f, Verbrennungsanalyse f von Kohle f) – кількісне визначення вмісту у вугіллі хімічних елементів, які входять до його складу, в першу чергу вуглецю, водню, азоту, кисню і сірки. 
За вмістом вуглецю судять про енергетичну цінність вугілля. Водень є другим за важливістю після вуглецю елементом органічної маси. Він входить до складу різних органічних сполук. Його можна знайти і в кристалічній воді деяких мінералів неорганічної частини вугілля. Азот і кисень є баластними складовими вугілля, яке використовується як для енергетичних цілей, так і для термічної переробки.
Згідно зі стандартом ISO 625-75, для одночасного визначення вмісту вуглецю і водню використовується метод Лібіха, в якому наважка ТГК спалюється в струмені кисню. Продукти неповного згоряння, котрі утворюються, доокиснюють розжареним оксидом міді до СО2 і Н2О, за масою яких шляхом перерахунку визначають вміст вуглецю і водню.
Прискорений метод визначення масової частки вуглецю і водню здійснюють за ГОСТ 6389-71. Як каталізатор використовують оксид міді або хрому. Порошкоподібний каталізатор розміщують в човнику з наважкою, де спалюють вугілля. За масою вловлених продуктів окислювання (СО2 і Н2О) розраховують вміст вуглецю і водню. Розходження, які допускаються між двома паралельними визначеннями, не повинні перевищувати 0,3% при визначенні вуглецю і 0,15% при визначенні масової частки водню.
Поправку на вміст вуглецю в мінеральних речовинах роблять при аналізі золи вугілля і горючих сланців.
Визначення вмісту азоту проводять методом Кьєльдаля, за яким наважка вугілля, що досліджується, обробляється в колбі з тугоплавкого скла протягом 4-5 годин киплячою концентрованою сірчаною кислотою в присутності каталізатора (оксиду ртуті, йодиду калію, сульфату міді або ін.). Внаслідок цього весь вуглець і водень окислюються до СО2 і Н2О, а азот переходить в NH3, який з надлишком кислоти утворює сульфат амонію. Останній розкладається потім в іншій колбі концентрованим лугом, а аміак, який утворюється, вловлюється титруванням сірчаною кислотою.
Визначення вмісту азоту можливе за стандартом ISO-333-75, згідно з яким наважка вугілля нагрівається з сірчаною кислотою в присутності каталізатора. Сірчанокислий амоній, який утворюється, розкладається лугом, розчин переганяється з водяною парою, а аміак, що виділяється, поглинається борною кислотою, надлишок якої титрується сірчаною кислотою.
Визначення масової частки кисню за ГОСТ 2408.3-75 основане на відновленні продуктів піролізу вуглецю палива в потоці аргону, окисненні отриманого при цьому оксиду вуглецю до СО2, вловлюванні останнього і визначенні його кількості. Вміст кисню обчислюють за кількістю СО2.
Частіше застосовують розрахунковий метод визначення кисню у вугіллі (ГОСТ 2408.3-75). 